# カプリチオ・ミュージック
株式会社カプリチオ・ミュージック（英: Capriccio Music Inc.）は、映画・アニメなどの音楽プロデュース、音楽制作を行うプロダクション。アルベルト・ピッツォやCapriccio Projectなど音楽家のマネージメント、音楽出版業務、オリジナルCD企画販売も行う。

## 業務提携アーティスト
- 花崎雅芳（音楽スーパーバイザー／作曲・編曲家）
- 内藤慎也（作曲・編曲家／音楽プロデューサー）
- Davy Bergier（作曲・編曲家／ギタリスト）
- 西嶋貴丸（アーティストプロデューサー）
- 沼田梨花（ボーカリスト）
- アルベルト・ピッツォ（ピアニスト／作曲家）
- mion（アーティスト）
- 奥井亜紀（アーティスト）
- 小山ツトム（アーティスト）
- Capriccio Project（音楽ユニット）

## 主な音楽制作・音楽プロデュース作品

### 映画
- 花鳥籠（2013年）
- ワンネス〜運命引き寄せの黄金律〜（2013年）
- FLARE〜フレア〜（2014年）
- RED COW（2015年）
- 罪の余白（2015年）
- JUNK（2016年）
- レディ in ホワイト（2018年）

### アニメ
- 精霊使いの剣舞（2014年）
- 銀閃の風（「魔弾の王と戦姫」OPテーマ）（2014年）
- ネト充のススメ（2017年）
- しまじろうのわお!（2018年）

### その他
- 遠くまで（混声3部合唱曲）（2016年）
- 蛇香のライラ（2018年）
- オランピアソワレ（2020年）
- キューピット・パラサイト（2020年）
- しまじろうYouTube童謡（2021年〜2024年）

### CAPRICCIO MUSIC RECORDS
- Capriccio Music Library Vol.1 Capriccio Project（2019年）
- Capriccio Music Library Vol.2 Capriccio Song Collection（2019年）
  - 参加アーティスト（ENA☆、沼田梨花、mion、須藤まゆみ、竹中三佳、明智ハナエリカ、Púca）
- 関西風（奥井亜紀）（2019年）
- トロフィー（奥井亜紀）（2020年）
- オランピアソワレ Theme SONGS（オランピアソワレ）（2020年）
- 美しい音（mion）（2020年）
- キューピット・パラサイト LosYork DREAM（キューピット・パラサイト）（2020年）
- Wakaii（奥井亜紀）（2020年）
- つない手（奥井亜紀）（2021年）
- 伝言（奥井亜紀）（2022年）
- なつかし あたらし にほんうた（真璃子、奥井亜紀ほか）（2022年）